# ماهابو (بتروکا)
ماهابو (به لاتین: Mahabo) یک منطقهٔ مسکونی در ماداگاسکار است که در بتروکا واقع شده‌است. ماهابو ۹٬۰۰۰ نفر جمعیت دارد.